# Tibor (település)
Tibor románul: Tibru, falu Romániában, Erdélyben, Fehér megyében. Közigazgatásilag Boroskrakkó községhez tartozik.

## Fekvése
Tövistől nyugatra fekvő település.

## Története
Tibor nevét 1352-ben már említette oklevél mons Tybur néven (Anjou V. 603).
További névváltozatai: 1441-ben Tiburczpataka, 1733-ban Tibur, 1750-ben Tibru, 1760–1762 között Tibor, 1808-ban Tibor, Tibru, 1913-ban Tibor.
A trianoni békeszerződés előtt Alsó-Fehér vármegye Magyarigeni járásához tartozott.
1910-ben 826 görögkeleti ortodox román lakosa volt.

## Források

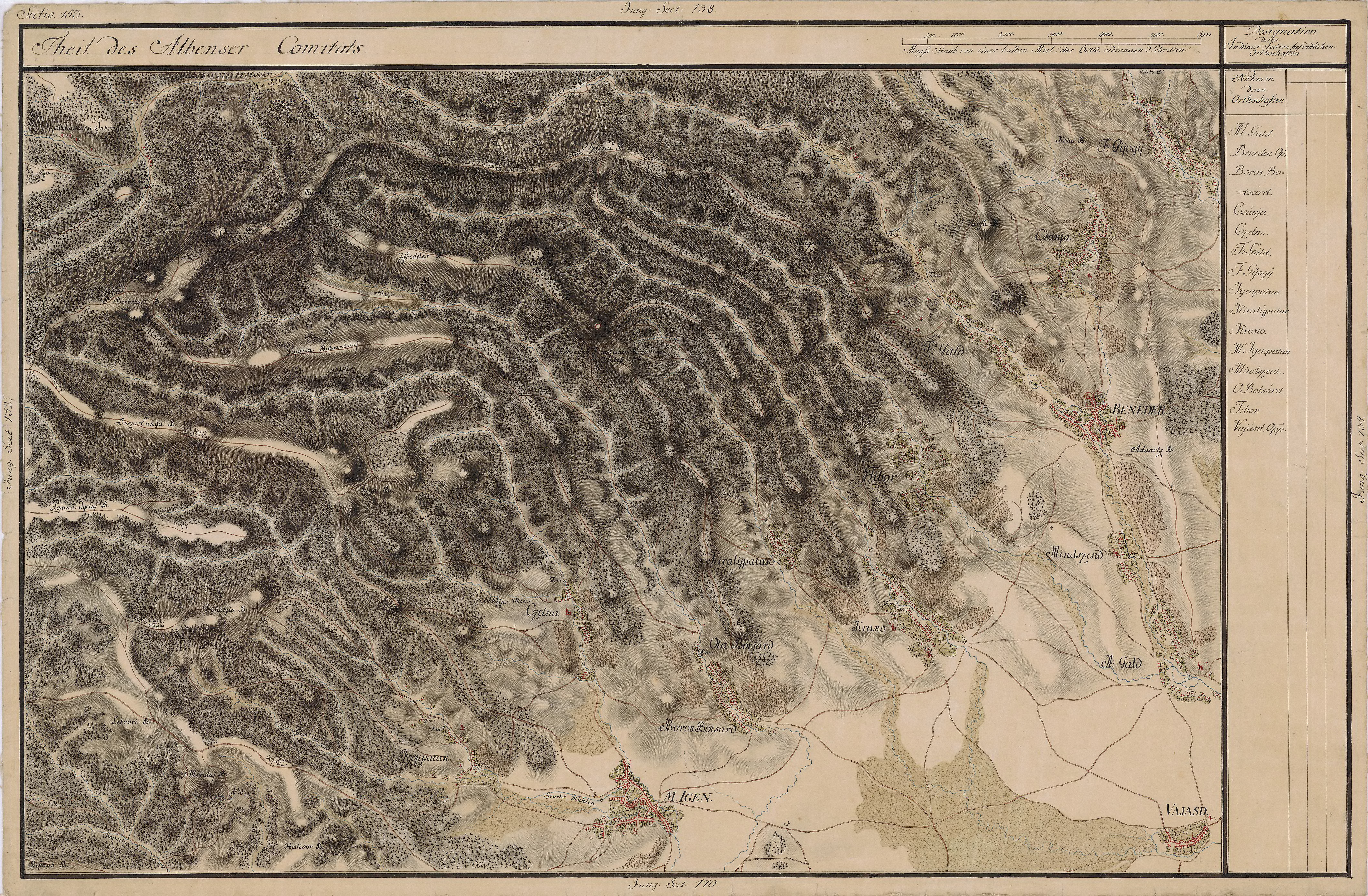
Tibor (település) egy régi térképen